# كأس مصر 2009–10
كأس مصر لكرة القدم 2009–10 هي النسخة التاسعة والسبعين لبطولة كأس مصر. شارك فيها 48 فريقا. تم إعفاء أندية الدوري الممتاز من خوض الدور التمهيدي وعددها ستة عشر ناديا بينما يخوض الإثنين وثلاثين ناديا الأخرى ن الدور التمهيدي يصعد الستة عشر المتأهلين لمواجهة أندية الدوري الممتاز.

## دور الـ 32
| اتحاد نبروة | 0 - 3 | الأهلي                                      |
| ----------- | ----- | ------------------------------------------- |
|             |       | 27' محمد فضل · 53' محمد فضل · 74' أحمد شكري |

| الفيوم | 0 - 1 | الزمالك       |
| ------ | ----- | ------------- |
|        |       | 68' أحمد جعفر |

| أوليمبي القناة | 0 - 3 | بتروجيت                                                  |
| -------------- | ----- | -------------------------------------------------------- |
|                |       | 38' (ركلة جزاء) مروان محسن · 57' محمد حافظ · ؟' هاني حسن |

| الرباط والأنوار                       | 2 - 2 (و.إ) | غزل المحلة                                    |
| ------------------------------------- | ----------- | --------------------------------------------- |
| عمرو الفيومي 45+2' · عمرو الفيومي 47' |             | ؟' كريم عادل عبد الفتاح · 31' أحمد حسن دروجبا |

| النصر        | 1 - 2 | الإنتاج الحربي                  |
| ------------ | ----- | ------------------------------- |
| محمود سيد ؟' |       | 66' حسن موسي · ؟' علامة استفهام |

| الداخلية                      | 2 - 2 (و.إ) | الجونة                         |
| ----------------------------- | ----------- | ------------------------------ |
| أحمد تمساح 2' · هيثم عوض 119' |             | 32' جمال حمزة · 105' جمال حمزة |

| بترول أسيوط                                                               | 5 - 3 | الكروم |
| ------------------------------------------------------------------------- | ----- | ------ |
| سعيد ربيع 22' · وائل فراج ؟' · وائل فراج ؟' · وائل فراج ؟' · وائل فراج ؟' |       |        |

| جاسكو | 0 - 1 | إنبي             |
| ----- | ----- | ---------------- |
|       |       | 11' أحمد المحمدي |

| الإسماعيلي                                      | 3 - 0 | الألومنيوم |
| ----------------------------------------------- | ----- | ---------- |
| أحمد سمير فرج 8' · أحمد علي 58' · مهاب سعيد 88' |       |            |

| النصر للتعدين | 0 - 2 | طلائع الجيش                   |
| ------------- | ----- | ----------------------------- |
|               |       | 48' طلعت محرم · 65' عامر صبري |

| الاتحاد السكندري    | 1 - 0 (و.إ) | الترسانة |
| ------------------- | ----------- | -------- |
| عبد الحميد حسن 117' |             |          |

| طنطا                                       | 2 - 2 (و.إ) | المنصورة                                 |
| ------------------------------------------ | ----------- | ---------------------------------------- |
| يوسف حمدي 86' (ركلة جزاء) · يوسف حمدي 115' |             | 16' عبد العزيز حسن · 111' أحمد عبد الحكم |

| المصري                           | 2 - 0 | تليفونات بني سويف |
| -------------------------------- | ----- | ----------------- |
| أحمد شرويدة 7' · أحمد شرويدة 79' |       |                   |

| المقاولون العرب               | 2 - 0 | مصر المقاصة |
| ----------------------------- | ----- | ----------- |
| باسم علي 41' · محمد سمارة 79' |       |             |

| الرجاء | 0 - 0 (و.إ) | اتحاد الشرطة |
| ------ | ----------- | ------------ |
|        |             |              |

| السنبلاوين | 0 - 1 | حرس الحدود                     |
| ---------- | ----- | ------------------------------ |
|            |       | 44' (ركلة جزاء) أحمد عبد الغني |

## دور الستة عشر
| الأهلي                                                  | 3 - 1 | الزمالك              |
| ------------------------------------------------------- | ----- | -------------------- |
| شريف عبد الفضيل 17' · محمد فضل 38' · محمد أبو تريكة 52' |       | 1' حسين ياسر المحمدي |

- لقاء تاريخي: أولي لقاءات الناديين في دور الستة عشر لمسابقة كأس مصر منذ بدايتها عام 1921

| الرباط والأنوار | 0 - 2 | بتروجيت                             |
| --------------- | ----- | ----------------------------------- |
|                 |       | 7' كوفي بيكوي · 59' (og) علاء الغول |

| الإنتاج الحربي                            | 2 - 2 (و.إ) | الجونة                         |
| ----------------------------------------- | ----------- | ------------------------------ |
| أبو كونية 75' · حازم فتحي 94' (ركلة جزاء) |             | 45' جمال حمزة · 108' رامي عادل |

| بترول أسيوط | 0 - 5 | إنبي                                                                                                   |
| ----------- | ----- | --- |
|             |       | 2' إسلام عوض · 7' (ركلة جزاء) أحمد عبد الظاهر · 10' زيكا جوري · 49' أحمد عبد الظاهر · 60' أحمد المحمدي |

| الإسماعيلي                                                             | 4 - 0 | طلائع الجيش |
| ---------------------------------------------------------------------- | ----- | ----------- |
| أحمد علي 23' · أحمد سمير فرج 31' · مهاب سعيد 57' · عبد الله الشحات 71' |       |             |

| الاتحاد السكندري | 6 - 1 | طنطا                 |
| --- | ----- | -------------------- |
| محمد ناجي جدو 6' · محمد ناجي جدو 48' · محمد ناجي جدو 51' · محمود سمير 61' · محمود سمير 71' · محمود شاكر عبد الفتاح 74' |       | 81' محمد ممدوح خفاجة |

| المصري                                     | 2 - 3 | المقاولون العرب                                               |
| ------------------------------------------ | ----- | ------------------------------------------------------------- |
| أحمد شديد قناوي 45+2' · محمد علي خليفة 81' |       | 4' إيهاب المصري · 39' محمد سمارة · 88' (ركلة جزاء) رضا الويشي |

| الرجاء              | 1 - 2 | حرس الحدود                                |
| ------------------- | ----- | ----------------------------------------- |
| عبد الرحمن مسعد 71' |       | 54' أحمد عيد عبد الملك · 64' أحمد حسن مكي |

## دور الثمانية
| الأهلي             | 1 - 0 | بتروجيت |
| ------------------ | ----- | ------- |
| محمد أبو تريكة 68' |       |         |

| الإنتاج الحربي                    | 2 - 1 (و.إ) | إنبي                |
| --------------------------------- | ----------- | ------------------- |
| سامح العدروسي 98' · حسن موسي 108' |             | 103' ديفونية دي بول |

| الإسماعيلي          | 1 - 1 (و.إ) | الاتحاد السكندري  |
| ------------------- | ----------- | ----------------- |
| عبد الله الشحات 24' |             | 23' محمد ناجي جدو |

| حرس الحدود                                                                         | 3 - 1 | المقاولون العرب |
| ---------------------------------------------------------------------------------- | ----- | --------------- |
| أحمد عيد عبد الملك 22' · أحمد عيد عبد الملك 52' · أحمد عبد الغني 90+2' (ركلة جزاء) |       | 76' حمادة السيد |

## الدور قبل النهائي
| الأهلي                      | 2 - 1 | الإنتاج الحربي    |
| --------------------------- | ----- | ----------------- |
| محمد فضل 27' · محمد فضل 41' |       | 15' سامح العدروسي |

| حرس الحدود                        | 2 - 1 (و.إ) | الإسماعيلي       |
| --------------------------------- | ----------- | ---------------- |
| إسلام الشاطر 31' · محمد حامد 113' |             | 33' محمد السليتي |

## الدور النهائي
| الأهلي         | 1 - 1 (و.إ) | حرس الحدود      |
| -------------- | ----------- | --------------- |
| محمد بركات 83' |             | 45+3' أحمد صافي |